# 鳥居隆
鳥居 隆（とりい たかし、1969年 - ）は、日本の宇宙物理学者。大阪工業大学ロボティクス＆デザイン工学部システムデザイン工学科教授、理学博士（早稲田大学）。理論天文学宇宙物理学懇談会会員。
専門は、宇宙物理学/数理科学・宇宙デザイン・ビッグヒストリー、素粒子・原子核・宇宙線。

## 略歴
早稲田大学理工学部物理学科卒業。1996年同大学大学院理工学研究科物理・応用物理学（宇宙物理学研究）専攻博士課程修了（前田恵一研究室）、理学博士（早稲田大学）。東京工業大学研究員（日本学術振興会特別研究員）、英ニューカッスル大学客員研究員、2000年東京大学ビッグバン宇宙国際研究センター機関研究員、早稲田大学客員講師などを経て、2006年大阪工業大学工学部助教授。2022年現在、同大学ロボティクス＆デザイン工学部システムデザイン工学科教授。
主な著書は、宇宙のつくり方（ベン・ギリランド著; 真貝寿明との共訳、丸善出版2016、学術書）、火星移住計画と太陽系ツアーをテーマにしたPBL型授業（共著、日本物理教育学会2019、学術書）。

## 主な研究
- 修正重力理論における非線形ダイナミクスと超弦理論の検証[5]
- 加速器実験における高次元ブラックホール生成の理論的解析
- LHC実験による一般相対性理論の検証と究極理論へ向けて

国際会議での発表は、
- 15th Marcel Grossmann Meeting on General Relativity 2018 (ローマ):「Nonlinear Dynamics in the Einstein-Gauss-Bonnet gravity」
- 13th International Conference on Gravitation, Astrophysics, and Cosmology (ICGAC-XIII) combined with the 15th Italian-Korean Meeting on Relativistic Astrophysics (IK15) 2017 (ソウル):「Colliding scalar pulses in the Einstein-Gauss-Bonnet gravity」

宇宙物理学の対外啓蒙活動として、市民向けには、毎日文化センター主催の宇宙学講座「未知なる宇宙への誘い」で講師も務めている。中高生向けには、梅ヶ枝中央きずな基金第7回交流会2017で「宇宙・地球・生命の探求 - 火星移住に挑戦」について講演している。また、関西テレビ
「かまいたちの机上の空論城」（2021年9月18日放送）の「オリジナル芝ソリ-1グランプリ」で専門的立場からの解説員も務めた。